# Финш (лунный кратер)
Кратер Финш (лат. Finsch) — маленький ударный кратер в центральной части Моря Ясности на видимой стороне Луны. Название присвоено в честь немецкого этнолога, орнитолога и путешественника-исследователя Отто Финша (1839—1917); утверждено Международным астрономическим союзом в 1976 г. 

## Описание кратера

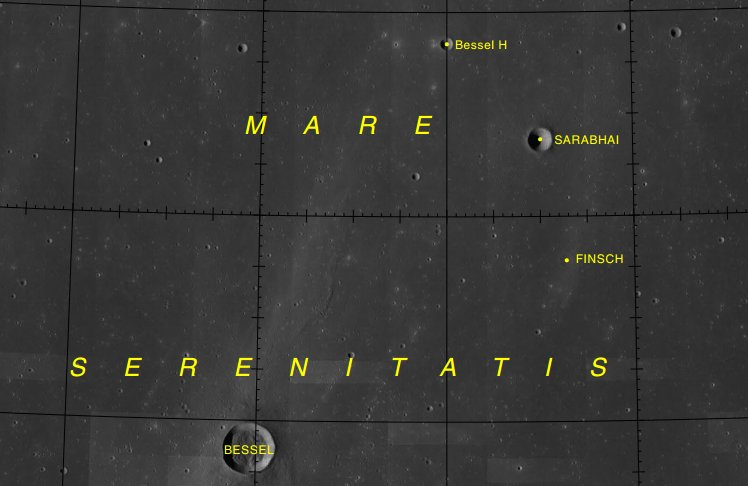
Окрестности кратера Финш. Фрагмент карты LAC-42.

Ближайшими соседями кратера Финш являются кратер Сарабхай на севере; кратер Дезейини на юге и кратер Бессель на западе-юго-западе. На северо-западе от кратера расположена гряда Азара; на востоке — гряды Смирнова; на юго-востоке и юго-западе гряды Листера. Селенографические координаты центра кратера 23°35′ с. ш. 21°16′ в. д. / 23,58° с. ш. 21,27° в. д., диаметр 4,1 км, глубина 100 м.
Кратер Финш имеет циркулярную чашеобразную форму и практически полностью затоплен лавой, над поверхностью которой возвышается лишь узкая вершина вала.

## Сателлитные кратеры
Отсутствуют.

## См.также
- Список кратеров на Луне
- Лунный кратер
- Морфологический каталог кратеров Луны
- Планетная номенклатура
- Селенография
- Минералогия Луны
- Геология Луны
- Поздняя тяжёлая бомбардировка